# Il genio (film 1976)
Il genio (Le grand escogriffe) è un film del 1976 diretto da Claude Pinoteau.